# Parazoanthidae
Parazoanthidae es una familia de cnidarios.
Incluye a los géneros:
- Antipathozoanthus Sinniger, Reimer y Pawlowski, 2010
- Bergia Duchassaing & Michelotti, 1860
- Bullagummizoanthus Sinniger, Ocaña & Baco, 2013
- Churabana gen. nov. [2]
- Corallizoanthus Reimer en Reimer Nonaka Sinniger & Iwase, 2008
- Hurlizoanthus Sinniger, Ocaña & Baco, 2013
- Isozoanto Carlgren, 1905
- Kauluzoanthus Sinniger, Ocaña y Baco, 2013
- Kulamanamana Sinniger, Ocaña & Baco, 2013
- Mesozoanto Sinniger & Haussermann, 2009
- Parazoanto Haddon & Shackleton, 1891
- Savalia Nardo, 1814 (sinónimo: Gerardia )
- Umimayanthus Montenegro, Sinniger y Reimer, 2015
- Vitrumanto gen. nov. [2]
- Zibrowius Sinniger, Ocaña & Baco, 2013